# Одинокий тополь с каскадом родников
Одинокий тополь с каскадом родников — памятник природы Калмыкии регионального значения. Объект включён в систему особо охраняемых территорий Постановлением Совета Министров Калмыцкой АССР от 8 октября 1981 года № 473 под названием «Одинокий тополь».
Памятник природы представляет собой одинокий тополь, высаженный, по одной из версий, буддийским монахом по имени Багдохна Хурлын Пурдаш Лам в 1846 году (высота тополя 20 м, диаметр около 1,44 м) с прилегающим земельным участком. На нём имеются выходы природных ключей с пресными подземными и минеральными водами, имеющими лечебное значение, открытые этим же монахом в 1846 году.
По другой версии, тополь был высажен в конце 1880-х - начале 1890-х годов лесником Элистинской лесной плантации Леонтием Ивановичем Диканским, у которого имелся хутор в балке Хар-Булук. В подтверждении этой версии происхождения дерева выступает то обстоятельство, что обычная продолжительность жизни лавролистного тополя составляет 60-80 лет, но есть виды, живущие и до 150 лет.
Дерево внесено в Национальный реестр старовозрастных деревьев России под № 390.

## История
Считается, что тополь в начале XX века посадил буддийский монах Пурдаш-бакши Джунгруев, который был настоятелем Богдо Далай-ламин Ик-Хурула. Вернувшись из паломничества в Тибет, Пурдаш-бакши привёз с собой семена тополя, которые находились в надрезе дорожного посоха. Этот посох Пурдаш-бакши закопал на самой высокой точке местной возвышенности возле посёлка Хар-Булук и вскоре на этом месте взошёл тополиный росток.
В настоящее время тополь является местом религиозного поклонения калмыцких буддистов. В августе 2013 года около тополя началось обустройство буддийского святилища: были установлены ступа и восемь каменных прямоугольных белых постаментов. В октябре 2013 года на постаментах были возведены ступы и произошло открытие святилища.
В 2019 году Одинокий тополь стал победителем Национального конкурса «Российское дерево года» из 12 претендентов путём открытого голосования на сайте Всероссийской программы «Деревья — памятники живой природы» и в 2020 году получил третье место в конкурсе «Европейское дерево года 2020».

## География
Памятник природы расположен в Целинном районе Калмыкии на южном склоне хребта Хамур в 5 км от посёлка Хар-Булук на юге Ергеней. Почвы светло-каштановые несолонцеватые и темноцветные гидроморфные.

## Свойства родников
Впервые свойства источников у подножия одинокого тополя описал Семен Рафаилович Залкинд — первый организатор и руководитель органов здравоохранения Калмыкии. Вода целебного источника уникальна, является квасцовой по составу, обладает высокой вязкостью, губительно действует на всевозможных паразитов наружных и внутренних структур организма, активна в отношении глистов, лямблий, амёб, гноеродных бактерий, гнилостных и бродильных микробов, кожных паразитов: вшей, блох, чесоточных клещей. Растворяет мочевые и желчные камни.

## Галерея
- Поклонение калмыцких буддистов возле тополя
- Буддийский шест возле тополя
- Общий вид каскада родников
- Информационная табличка возле родника
- Родники
- Один из родников